# Arcato Quartett
Das Arcato Quartett ist ein Streichquartettensemble, das 1999 in Leipzig gegründet wurde.

## Geschichte
Die Entstehung des Quartetts geht auf das MDR-Sinfonieorchester zurück, bei welchem alle Gründungsmitglieder spielten. Ziel war es, neben dem Spiel im Orchester auch kammermusikalisch Erfahrung zu sammeln. Die Mitglieder studierten in Leipzig oder Dresden bei Gerhard Bosse, Hiltrud Ilg, Uta Vincze und Wolfgang Weber. Mit Eva Heinig, die als Geigerin im Orchester des Opernhauses Halle tätig ist, reicht das Quartett über Leipzig hinaus.

## Repertoire
Der Schwerpunkt des Quartetts liegt auf den klassischen und romantischen Werken ihrer Gattung, wie z. B. von Mozart, Borodin, Janáček und Schostakowitsch. Zusätzlich kümmert sich das Quartett aber auch um Stücke eher unbekannter Komponisten, wie etwa Sulchan Fjodorowitsch Zinzadse, von dessen viertem Streichquartett eine Rundfunkaufnahme für den MDR entstand.

## Auftritte
Das Arcato Quartett tritt u. a. regelmäßig in der Reihe „Rathauskonzert“ des MDR-Sinfonieorchesters im Alten Rathaus Leipzigs auf (zuletzt im Juni 2009) sowie im Gohliser Schlösschen und im Königlichen Kurhaus in Bad Elster.

## Besetzung
Die aktuelle Besetzung besteht aus:
- Katharina Vogel, Violine
- Eva Heinig, Violine (seit 2005)
- Christian Seifert, Viola
- Susanne Raßbach, Violoncello